# El-Mekashkesh
El-Mekashkeh és una mesquita de Luxor (Egipte), la més vella de ciutat, situada prop de l'estació de policia, baixant pel carrer de Sharia al-Karnak. Lloc de pelegrinatge. Està dedicada a un sant. Té les restes d'un santó musulmà del segle x, que segons el rumor popular fou abans un monjo cristià i després es va convertir a l'Islam. És al passatge conegut com a Avinguda dels Esfinxs, al nord del Temple de Luxor. Se la pot reconèixer pel seu minaret groc i verd.